# Steinspornbrücke

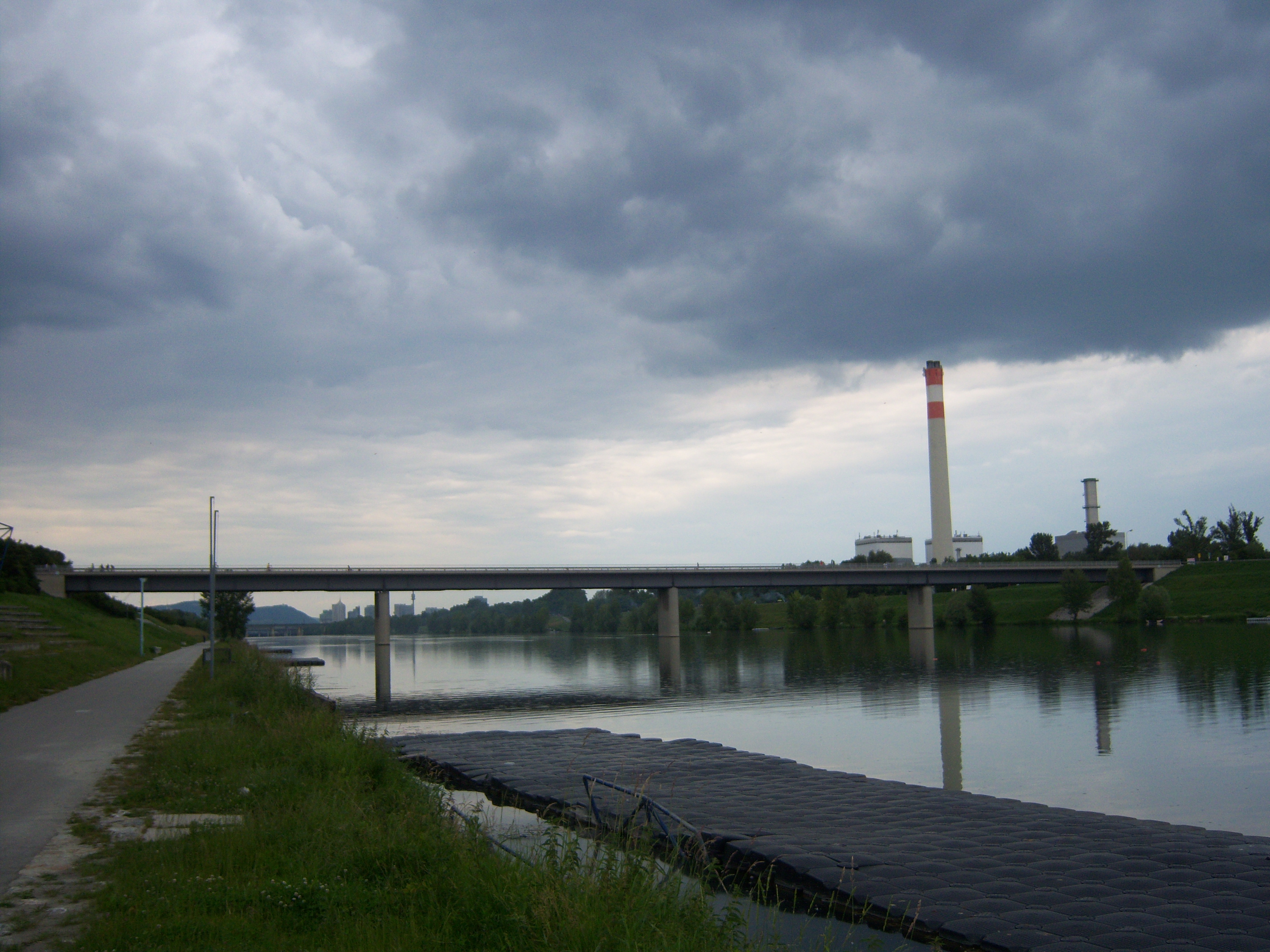
Steinspornbrücke von der Donauinsel aus gesehen

Die Steinspornbrücke ist eine Brücke für Fußgänger und Radfahrer im 22. Wiener Gemeindebezirk Donaustadt. Sie führt von der oberen Lobau über die Neue Donau zur Donauinsel.
Sie wurde im Zuge der Wiener Donauregulierung gemeinsam mit der Neuen Donau und der Donauinsel errichtet, 1974 eröffnet und wird heute hauptsächlich vom erholungssuchenden Wienern frequentiert. Bei der Steinspornbrücke befinden sich das Ruderzentrum Neue Donau, das LDS-Pumpwerk und eine von Wien Energie betriebene, aus einem Windrad bestehende Windkraftanlage, die über das nahe gelegene Dampfkraftwerk Donaustadt an das Stromnetz angeschlossen ist. Die Anlage wurde 1997 errichtet und war eine der ersten Windkraftanlagen Österreichs. Das 65 Meter hohe Windrad versorgt 100 Haushalte mit umweltfreundlichem Strom.
Über die Steinspornbrücke verlaufen mit den Ostösterreichischen Grenzlandweg und den Europäischen Fernwanderwegen E4 und E8 nationale und internationale Weitwanderwege.